# لؤي كيالي
لؤي كيالي (20 كانون الثاني 1934 - 26 كانون الأول 1978) فنان تشكيلي سوري من مواليد حلب بدأ أولى خطواته بالرسم في عام 1945 ليعَرْضَ أولى لوحاته في مدرسة التجهيز بحلب عام 1952 وفي عام 1954 أنهى الدراسة الثانوية وبدأ بدراسة الحقوق في جامعة دمشق. اشترك في عام 1955 في معرض جامعي ليفوز فيه بالجائزة الثانية، ترك كلية الحقوق في نفس السنة وعاد إلى حلب ليتوظّف كاتباً في المعتمدية العسكرية.
عام 1956 أوفدته وزارة المعارف السورية إلى إيطاليا لدراسة الرسم في أكاديمية الفنون الجميلة في روما إثر فوزه بمسابقة أجرتْها وزارة المعارف، في إيطاليا تفوّق وتجلّت موهبتة أثناء دراسته فشارك في معارض ومسابقات شتى في إيطاليا فحصل على الجائزة الأولى في مسابقة سيسيليا (Sicilia) التابعة لمركز العلاقات الإيطالية العربية في روما كما نال عدة جوائز، كالميدالية الذهبية للأجانب في مسابقة رافيّنا (Ravenna) عام 1959.

## مسيرته ومعارضه الفنية
أقام معرضه الشخصي الأول بنفس السنة في صالة لافونتانيللا (La Fontanella) في 30 تشرين الأول. مثّل سورية إلى جانب الفنان الكبير فاتح المدرس في معرض لابيناله (La Biennale di venezia) في مدينة البندقية في عام 1960 كما حصل على الجائزة الثانية في مسابقة ألاتري (Alatri) كما أقام في17 تشرين الأول من هذا العام معرضه الثاني في صالة المعارض في روما La galleria d'Arte del palazzo delle esposizioni.
بعد تخرّجه من أكاديمية الفنون الجميلة في روما، قسم الزخرفة بدأ عمله مدرّساً للتربية الفنية في ثانويات دمشق لكنه انتقل فيما بعد من التدريس في الثانويات الرسمية ليدرّس التصوير والزخرفة في المعهد العالي للفنون الجميلة وكلية الفنون الجميلة بدمشق لاحقاً، استقطب إليه الكثير من أنظار النقاد والوسط الفني في سوريا عندما أقام معرضه الثالث في صالة الفن الحديث العالمي في دمشق والذي احتوى على 28 لوحة زيتية و 30 رسماً.
أما معرضه الرابع فأقامه في صالة الفن الحديث العالمي في دمشق من عام 1962، وفي عام 1964 أقام معرضه الخامس في صالة كايرولا (Cairola) في ميلانو. أما معرضه السادس فأقامه في صالة الكاربينيه ll Carpine في روما.
تحت عنوان «في سبيل القضية» أقام معرضه السابع في المركز الثقافي العربي بدمشق في عام 1967 قدّم فيه 30 لوحة فنية بالفحم تنقّلت في أنحاء سوريا بين حمص وحماة وحلب واللاذقية لكن معرضه هذا خضع لهجمات من قبل فئة من مدعي الفن والنقد الفني في الصحافة فاستاء ومزّق في أعقاب المعرض أغلب لوحات المعرض هذا ومن ثم توقف عن الرسم، أصيب إثر ذلك باكتئاب شديد فانقطع عن التدريس والرسم معتكفاً في بيته بحيّ العفيف في دمشق، ليغادره إلى حلب 1968.
بعد فترة تخلص من الاكتئاب وعاد إلى التدريس في كلية الفنون الجميلة بدمشق في العام الدراسي 1969 – 1970 لكنه ما لبث أن عاد ليعاني من الاكتئاب مجدداً خصوصاً عندما توفي والده فخضع للعلاج ثانيةً عاد بعدها لمزاولة الرسم في مسقط رأسه حلب. بعد إحالته إلى التقاعد في عام 1971 لأسباب صحية ظلّ يشارك في معارض نقابة الفنون الجميلة آنذاك كما قدّم لوحتين هديةً إلى مجلس الشعب، ولوحتين إلى الاتحاد العام النسائي.
تمكّن رغم المرض من إقامة معرضه الثامن في بيروت في العام 1972 في منزل الدكتور علاء الدين الدروبي وفي عام 1974 معرضه التاسع في صالة الشعب للفنون الجميلة في دمشق وفي هذه السنة أصدر الفنان ممدوح قشلان، نقيب الفنون الجميلة في سوريا آنئذٍ كتاباً بعنوان «لؤي كيالي» وفي عام 1975 أقام معرضه العاشر في «غاليري واحد» في بيروت.
في عام 1976 شاركت أعماله وأعمال الفنان فاتح المدرس في جناح سوريا في «أسبوعي الثقافة العربية» في مونتريال في كندا كما أقام مع فاتح المدرس معرضاً مشتركاً في صالة العرض في المتحف الوطني بحلب ومن ثم أقام معرضه الحادي عشر في صالة الشعب للفنون الجميلة بدمشق في نفس العام 1976 قدّم فيه 45 لوحة.
أما معرضه الثاني عشر فأقامه في صالة الشعب للفنون الجميلة برعاية وزارة الثقافة، سافر إلى إيطاليا 1978 لكنه سرعان ما عاد إلى حلب ليعتزل الناس.
رسم لؤي كيالي اللوحات الزيتية بأشكالها فأبدع في رسم الطبيعة الصامتة والمعاناة الإنسانية كما حلّق بفن البورتريه والكروكيه والرسم بالفحم لكنه لشدة حساسيته لم يستطع تحمل هجمات الناقمين الشرسة التي لم تكن في حينها مبررة إلا بكونها حاقدة تدفعها الغيرة من فنان مقتدر تملّك ناصية الفن وقدّم الكثير وأبدع في عالم الفن.
وصف بالعديد من الصفات إذ قالوا عنه بأنه فنان الحزن النبيل، ورسام الألم الصامت، ومبدع الجمال الحزين الهادئ.

## وفاته
في ليلة 9 – 10 أيلول احترق وهو في سريره في ظل روايات تباينت بين حادث سببه لفافة تبغ أو انتحار احترق لؤي كيالي في غرفته في مدينته حلب، فنُقل إلى مستشفى جامعة حلب ثم إلى المستشفى العسكري بحرستا في دمشق فأسلم الروح فيها يوم الثلاثاء 26 كانون الأول 1978 و دُفِن في حلب في مقبرة الصالحين.
في 20 شباط 1979 : أقيم، في دار الكتب الوطنية بحلب، حفل تأبين له من قبل نقابة الفنون الجميلة بالتعاون مع وزارة الثقافة. وفي مساء اليوم ذاته تمّ افتتاح معرض لأعماله في صالة المتحف الوطني بحلب.

## وصلات خارجية
- لؤي كيالي على موقع أرشيف الشارخ.

- موقع لؤي كيالي